# Catapaguroides setosus
Catapaguroides setosus är en kräftdjursart som först beskrevs av John R. Edmondson 1951.  Catapaguroides setosus ingår i släktet Catapaguroides och familjen eremitkräftor. Inga underarter finns listade i Catalogue of Life.